# Ngamvyi
Ngamvyi är ett vattendrag i Burundi.   Det ligger i provinsen Ruyigi, i den centrala delen av landet, 80 km öster om huvudstaden Bujumbura.
I omgivningarna runt Ngamvyi växer huvudsakligen savannskog. Runt Ngamvyi är det ganska tätbefolkat, med 172 invånare per kvadratkilometer.